# المعهد النمساوي للتكنولوجيا
المركزالنمساوي للتنكولوجيا أو المعهد النمساوي للتكنولوجيا (AIT) هو أكبر منظمة للأبحاث والتقنيات في النمسا، يوظف ما يزيد على 1300 باحث وعامل في المقر الرئيسي في فيينا.
يتبع للمركز حوالي 9 فروع في النمسا في عدة مدن، كغراتس وفينير نيو شتادت وكلاغن فورت وتيرول، بينما يقع المقر الرئيسي في جادة غايفن غاسة في حي فلوريسدورف في فيينا العاصمة.
تعود ملكية المركز للحكومة النمساوية ممثلة بوزارة النقل والمواصلات ووزارة الصناعات.
ينقسم المعهد النمساوي للتكنولوجيا AIT الآن إلى ثمانية مراكز:
- طاقة
- الصحة والموارد الحيوية
- الأمن والسلامة الرقمية
- الرؤية والأتمتة والتحكم
- نقل منخفض الانبعاثات
- الخبرة التقنية
- نظم وسياسة الابتكار

يملك المركز النمساوي للتكنولوجيا الشركات التالية:
- Seibersdorf Labor GmbH مركز المخابر والابحاث
- Nuclear Engineering Seibersdorf GmbH مركز الأبحاث والهندسة النووية
- Leichtmetallkompetenzzentrum Ranshofen GmbH - LKR مركز دراسات المعادن

باحثون عرب مشهورون ضمن المركز النمساوي للتكنولوجيا:
- Dr. علي حينون [5][6]
- DI. عدنان جنيد [7][8]
- Dr. عبد القادر شعبان